# طيون أبيض
الطيون الأبيض (باللاتينية: Inula candida) هو نوع من نبات، ينتمي إلى جنس الطيون من الفصيلة النجمية.

## الموئل والانتشار
ينتشر في اليونان.